# Danh sách đĩa nhạc của Vũ Cát Tường
Vũ Cát Tường được biết đến ngoài là một ca sĩ có giọng hát nội lực, cô còn ghi dấu ấn khi là một nhạc sĩ, nhà sản xuất âm nhạc tài năng. Những sáng tác của Vũ Cát Tường không chỉ được khán giả yêu mến mà còn được giới chuyên môn đánh giá cao.
Những sáng tác của Vũ Cát Tường chủ yếu theo thể loại R&B, Soul. Ngoài ra, Vũ Cát Tường còn có rất nhiều bài hát mang phong cách của Electropop, Pop, Blues, Jazz, Alternative rock, Funk, Ballad, Hiphop,...
Trong suốt chặng đường nghệ thuật, Vũ Cát Tường đã sáng tác hơn 50 bài hát (gồm các ca khúc do chính Vũ Cát Tường thể hiện và sáng tác cho các ca sĩ khác), 3 album, 1 đĩa mở rộng được phát hành và rất nhiều những bài hát khác chưa được phát hành mà chỉ hát live trên sân khấu.

## Album phòng thu
| Tựa đề   | Chi tiết |
| -------- | --- |
| Giải mã  | - Phát hành: 23 tháng 12 năm 2014 - Định dạng: Streaming, CD - Giám đốc âm nhạc: Huy Tuấn Danh sách bài hát 1. Phai 2. Niềm yêu khác 3. Anh và anh 4. Yêu xa 5. Hẹn yêu 6. Chơ vơ 7. Vết mưa 8. Đông 9. Hôn                                                                                             |
| Stardom  | - Phát hành: 18 tháng 10 năm 2018 - Định dạng: Streaming, CD - Giám đốc âm nhạc: Lưu Thiên Hương, Vũ Cát Tường - Doanh số: 20,000 bản Danh sách bài hát 1. Leader 2. Stardom 3. Be A Fool 4. Nobody 5. One Second 6. San Francisco 7. If 8. Gucci In Town 9. This Love 10. The Party Song               |
| Inner Me | - Phát hành: 30 tháng 11 năm 2019 - Định dạng: Streaming, USB - Giám đốc âm nhạc: Michael Choi Danh sách bài hát 1. Có người (Someone) 2. Dõi Theo (Watching You From Afar) 3. Hỏi Thăm (How are you?) 4. Gió (Wind) 5. The Old You 6. Ticket For Two 7. Yours 8. Forever Mine 9. Gió (Chill version)}} |

## Album trực tiếp
Trạm Không Gian Số 0 (Unplugged) là album tổng hợp các phần trình diễn trực tiếp những ca khúc của Tường trong video series Trạm Không Gian Số 0 thực hiện bởi VLIVE vào năm 2020.
| Tựa đề                           | Chi tiết |
| -------------------------------- | --- |
| Trạm Không Gian Số 0 (Unplugged) | - Phát hành: 8 tháng 8 năm 2021 - Định dạng: Streaming Danh sách bài hát 1. One Second 2. Vài Phút Trước 3. Mơ 4. Dõi Theo 5. If 6. Mong Cho Anh 7. Vết Mưa 8. Góc Ban Công 9. Cô Gái Ngày Hôm Qua 10. The Old You 11. Yêu Xa 12. Có Người 13. Be A Fool 14. Don't You Go 15. Yours 16. Gió 17. Ticket For Two 18. Hỏi Thăm 19. Stardom |

## Album tổng hợp
| Tựa đề                    | Chi tiết |
| ------------------------- | --- |
| Thương Em, Yêu Em, Hôn Em | - Phát hành: 5 tháng 6 năm 2017 - Định dạng: Phát hành trực tuyến trên YouTube Danh sách bài hát 1. Vết Mưa 2. Chơ Vơ 3. Hôn 4. Góc Ban Công 5. Yêu Xa 6. Ngày Hôm Qua 7. Hẹn Yêu 8. Anh Và Anh 9. Don't You Go 10. Chỉ Là Giấc Mơ 11. Cách Xa 12. Yêu Xa |

## EP (Đĩa mở rộng)
| Tựa đề                 | Chi tiết |
| ---------------------- | --- |
| Một triệu năm ánh sáng | - Phát hành: 18 tháng 11 năm 2020 - Định dạng: Streaming, CD - Giám đốc âm nhạc: Danh sách bài hát 1. Hành tinh ánh sáng 2. Tìm hành tinh khác 3. Phi hành gia cô đơn 4. Một triệu năm ánh sáng 5. Planet E (English Version of Hành tinh ánh sáng) |

## Đĩa đơn

### Năm 2012
| Bài hát          | Thể loại                      | Giám đốc sản xuất | Hòa âm phối khí | Ghi chú | Nguồn             |
| ---------------- | ----------------------------- | ----------------- | --------------- | --- | ----------------- |
| Như chưa bắt đầu | Rap, R&B, Pop                 |                   |                 | Sáng tác và cùng hòa giọng với Vray |                   |
| Đông             | Blues, Jazz, Alternative rock |                   |                 | Tác phẩm được mua lại bởi nhạc sĩ Phương Uyên cho Trúc Nhân. Năm 2013, Vũ Cát Tường hát chính ca khúc của mình tại Giọng hát Việt mùa thứ 2 | [ cần dẫn nguồn ] |

### Năm 2013
| Bài hát | Thể loại  | Giám đốc sản xuất | Hòa âm phối khí | Ghi chú | Nguồn |
| ------- | --------- | ----------------- | --------------- | --- | ----- |
| Vết mưa | Pop, R&B  |                   |                 | Được hát trực tiếp lần đầu tại Giọng hát Việt mùa thứ 2, sau đó được phát hành chính thức vào tháng 9 năm 2013 | [ 2 ] |
| Mẹ      | Pop, Soul |                   |                 | Chưa có bản phát hành chính thức                                                                               |       |

### Năm 2014
| Bài hát | Thể loại    | Giám đốc sản xuất | Hòa âm phối khí   | Ghi chú                        | Nguồn       |
| ------- | ----------- | ----------------- | ----------------- | ------------------------------ | ----------- |
| Yêu xa  | Pop, Ballad | Huy Tuấn          | Nguyễn Thanh Bình | Được trích trong album Giải mã | [ 3 ] [ 4 ] |

### Năm 2015
| Bài hát     | Thể loại | Giám đốc sản xuất | Hòa âm phối khí | Ghi chú                        | Ngồn  |
| ----------- | -------- | ----------------- | --------------- | ------------------------------ | ----- |
| Góc đa hình |          | Huy Tuấn          |                 | Được trích trong album Giải mã |       |
| Phai        | R&B      | Huy Tuấn          |                 | Được trích trong album Giải mã | [ 5 ] |

### Năm 2016
| Bài hát      | Thể loại      | Giám đốc sản xuất          | Hòa âm phối khí   | Ghi chú | Nguồn         |
| ------------ | ------------- | -------------------------- | ----------------- | --- | ------------- |
| Mơ           | R&B, Soul     | Huy Tuấn                   | Thanh Tâm         | | [ 6 ] [ 7 ]   |
| Don't you go | R&B, Pop rock | Khắc Hưng                  |                   | Có phiên bản Tiếng Anh | [ 8 ]         |
| Góc ban công | Blues, Soul   | Vũ Cát Tường               | Nguyễn Thanh Bình | Chỉ phát hành phiên bản audio                                                                                                   | [ 9 ]         |
| Tôi          | R&B           | Vũ Cát Tường, Trọng Nguyên |                   | Cùng hòa giọng cùng Thụy Bình, chỉ phát hành phiên bản audio                                                                    | [ 10 ]        |
| Ngày hôm qua | R&B, Funk     |                            |                   | Được phát hành MV vào tháng 1 năm 2017. Có phiên bản Tiếng Anh mang tên "Can't get enough" và một phiên bản trên nền nhạc piano | [ 11 ] [ 12 ] |

### Năm 2017
| Bài hát               | Thể loại        | Giám đốc sản xuất         | Hòa âm phối khí   | Ghi chú                                   | Nguồn         |
| --------------------- | --------------- | ------------------------- | ----------------- | ----------------------------------------- | ------------- |
| Em ơi                 | Pop, R&B        | Vũ Cát Tường              | Nguyễn Thanh Bình | Cùng hòa giọng với Hakoota Dũng Hà        | [ 13 ] [ 14 ] |
| Cô gái ngày hôm qua   | Soul, Ballad    |                           |                   | Làm nhạc phim Cô gái đến từ hôm qua       | [ 15 ] [ 16 ] |
| Vài phút trước        | R&B, Rap        |                           | Nguyễn Thanh Bình | Có một phiên bản khác theo thể loại R&B   | [ 17 ] [ 18 ] |
| Buổi sáng bình thường | R&B, Rap        | Vũ Cát Tường, Hoàng Phong | Kent-Z            | Cùng hòa giọng với Hoàng Phong            | [ 19 ] [ 20 ] |
| Forever Mine          | Pop             | Vũ Cát Tường              |                   | Phiên bản đầy đủ nằm trong album Inner Me |               |
| Come Back Home        | Pop, R&B, Blues | Vũ Cát Tường              |                   | Được hát lần đầu tại "Birthday Concert"   | [ 21 ] [ 22 ] |

### Năm 2018
| Bài hát         | Thể loại    | Giám đốc sản xuất             | Hòa âm phối khí      | Ghi chú                                                                                 | Nguồn                |
| --------------- | ----------- | ----------------------------- | -------------------- | --------------------------------------------------------------------------------------- | -------------------- |
| Chiến thắng     | Pop         | Vũ Cát Tường                  | Vũ Cát Tường         | Bài hát dành tặng cho đội tuyển U23 Việt Nam                                            | [ 23 ] [ 24 ]        |
| You Are Mine    | Dance       | Benjamin James, Vũ Cát Tường  | Benjamin James       | Có một phiên bản trên nền nhạc piano                                                    | [ 25 ] [ 26 ] [ 27 ] |
| Leader          | Rap, Hiphop | Lưu Thiên Hương, Vũ Cát Tường | Naijik, Vũ Cát Tường | Được trích từ album Stardom                                                             | [ 28 ] [ 29 ]        |
| Christmas Night | Pop, R&B    | Vũ Cát Tường                  | Vũ Cát Tường         | Chỉ phát hành phiên bản audio. Bài hát được sáng tác để ủng hộ trẻ em bị nhiễm HIV/AIDS | [ 30 ] [ 31 ]        |

### Năm 2019
| Bài hát  | Thể loại | Giám đốc sản xuất | Hòa âm phối khí   | Ghi chú                | Nguồn |
| -------- | -------- | ----------------- | ----------------- | ---------------------- | ----- |
| Có người | Pop      | Vũ Cát Tường      | Nguyễn Thanh Bình | Được trích từ Inner Me |       |

### Năm 2020
| Bài hát                   | Thể loại | Giám đốc sản xuất                  | Hòa âm phối khí   | Ghi chú | Nguồn |
| ------------------------- | -------- | ---------------------------------- | ----------------- | --- | ----- |
| Tomorrow (Ver Tiếng Việt) | Pop      | Vũ Cát Tường, Benjamin James, Minh | Nguyễn Thanh Bình | Chỉ phát hành phiên bản audio. Bài hát được sáng tác để ủng hộ phòng chống dịch COVID-19 và hạn mặn miền tây |       |
| Tomorrow (Ver Tiếng Anh)  |          | Vũ Cát Tường, Benjamin James, Minh | Benjamin James    | Chỉ phát hành phiên bản audio. Bài hát được sáng tác để ủng hộ phòng chống dịch COVID-19 và hạn mặn miền tây |       |
| Hành tinh ánh sáng        |          | Vũ Cát Tường                       | Nguyễn Thanh Bình | Được trích từ Một triệu năm ánh sáng                                                                         |       |
| Tìm hành tinh khác        |          | Vũ Cát Tường                       | Nguyễn Thanh Bình | Được trích từ Một triệu năm ánh sáng                                                                         |       |